# Танкоруби ливадар
Танкоруби ливадар (лат. Thymelicus sylvestris) врста је лептира из породице скелара (лат. Hesperiidae).

## Опис врсте
Обично мало крупнији од дебелорубог ливадара са којим се јавља у исто доба године.
- Thymelicus sylvestris ♂

## Распрострањење и станиште
Чест на свим ливадским стаништима, изузев у равничарском делу Србије. Распрострањен је у читавој Европи.

## Биљке хранитељке
Овој врсти су биљке хранитељке разне врсте трава.